# Doridostoma denotata
Doridostoma denotata is een vlinder uit de familie bladrollers (Tortricidae). De wetenschappelijke naam voor deze soort is voor het eerst geldig gepubliceerd in 1973 door Diakonoff.
De soort komt voor in tropisch Afrika.